# Anomoeotidae
Anomoeotidae es una familia de insectos lepidópteros. Tiene unas 40 especies con una distribución Afrotropical y Oriental.

## Géneros
- Akesina	Moore
- Anamoeotes	Holland
- Anesina	Kirby	1892
- Anomocoetes	Strand	1912
- Anomoeotes	Felder	1874
- Anomoetes	Neave	1940
- Dianeura	Butler	1888
- Plethoneura	Bryk	1913
- Staphylinochrous	Butler	1894
- Thermochrous	Hampson